# Llista d'episodis de One Piece
|  | Aquest article tracta sobre els episodis de l'anime. Vegeu-ne altres significats a «Llista de capítols de One Piece». |

One Piece és una sèrie de manga d'Eiichiro Oda publicada a la revista Shonen Jump el 24 de desembre de 1997. Se'n va fer una versió anime per la companyia Toei Animation, i fou estrenada al Japó per Fuji TV el 20 d'octubre de 1999. Actualment, el manga es continua publicant.
Als Països Catalans, la sèrie fou estrenada pel canal K3 el 2 de març de 2006 i es va reemetre posteriorment pel canal 3XL i SX3. També es va emetre pel Canal Super 3 i Canal Nou Dos.

## Resum
| Temporades     | Temporades                                               | Episodis       | Data d'emissió al Japó | Data d'emissió al Japó | Any(s) d'emissió a Catalunya |
| Temporades     | Temporades                                               | Episodis       | Primer capítol         | Últim capítol          | Any(s) d'emissió a Catalunya |
| Arc inicial    | Arc inicial                                              | Arc inicial    | Arc inicial            | Arc inicial            | Arc inicial                  |
| -------------- | -------------------------------------------------------- | -------------- | ---------------------- | ---------------------- | ---------------------------- |
|                | 1a Temporada: East Blue                                  | 1-61 (61)      | 20 d'octubre de 1999   | 7 de març de 2001      | 2006                         |
|                | 2a Temporada: Banda Baroque                              | 62-77 (16)     | 21 de març de 2001     | 19 d'agost de 2001     | 2006                         |
|                | 3a Temporada: En Chopper a l'Illa de la Neu              | 78-92 (15)     | 26 d'agost de 2001     | 9 de desembre de 2001  | 2006                         |
|                | 4a Temporada: Alabasta                                   | 93-130 (38)    | 16 de desembre de 2001 | 27 d'octubre de 2002   | 2006                         |
| Skypiea        |                                                          |                |                        |                        |                              |
|                | 5a Temporada: L'illa de les cabres i l'arc de Sant Martí | 131-143 (13)   | 3 de novembre de 2002  | 2 de febrer de 2003    | 2007                         |
|                | 6a Temporada: Skypiea                                    | 144-195 (52)   | 9 de febrer de 2003    | 13 de juny de 2004     | 2007                         |
| Cipher Pool 9  |                                                          |                |                        |                        |                              |
|                | 7a Temporada: L'Armada i els Pirates d'en Foxy           | 196-228 (33)   | 20 de juny de 2004     | 27 de març de 2005     | 2007                         |
|                | 8a Temporada: Water Seven                                | 229-263 (35)   | 17 d'abril de 2005     | 30 d'abril de 2006     | 2007                         |
|                | 9a Temporada: Ennies Lobby                               | 264-336 (73)   | 21 de maig de 2006     | 23 de desembre de 2007 | 2008 - 2009                  |
| Cap al nou món |                                                          |                |                        |                        |                              |
|                | 10a temporada: Thriller Bark                             | 337-381 (45)   | 6 de gener de 2008     | 14 de desembre de 2008 | 2010                         |
|                | 11a Temporada: L'arxipèlag Sabaody                       | 382-405 (24)   | 21 de desembre de 2008 | 28 de juny de 2009     | 2010                         |
|                | 12a Temporada: L'illa de les dones                       | 406-421 (16)   | 5 de juliol de 2009    | 11 d'octubre de 2009   | 2013                         |
|                | 13a Temporada: Impel Down                                | 422-456 (35)   | 18 d'octubre de 2009   | 11 de juliol de 2010   | 2013                         |
|                | 14a Temporada: Marineford                                | 457-516 (60)   | 18 de juliol de 2010   | 25 de setembre de 2011 | 2014                         |
| Nou món        |                                                          |                |                        |                        |                              |
|                | 15a Temporada: L'Illa dels Tritons                       | 517-578 (62)   | 2 d'octubre de 2011    | 23 de desembre de 2012 | Properament                  |
|                | 16a Temporada: Punk Hazard                               | 579-628 (50)   | 6 de gener de 2013     | 12 de gener de 2014    | Properament                  |
|                | 17a Temporada: Dressrosa                                 | 629-750 (122)  | 19 de gener de 2014    | 19 de juny de 2016     | Properament                  |
|                | 18a Temporada: Zou                                       | 751-782 (32)   | 26 de juny de 2016     | 2 d'abril de 2017      | N/D                          |
|                | 19a Temporada: Whole Cake Island                         | 783-891 (109)  | 9 d'abril de 2017      | 30 de juny de 2019     | N/D                          |
|                | 20a Temporada: País de Wano                              | 892-1088 (179) | 7 de juliol de 2019    | 17 de desembre de 2023 | N/D                          |

## Llista d'episodis

### Temporades (1–8)
- Llista d'episodis de One Piece (temporades 1–8)
  - Llista d'episodis de la 1a temporada
  - Llista d'episodis de la 2a temporada
  - Llista d'episodis de la 3a temporada
  - Llista d'episodis de la 4a temporada
  - Llista d'episodis de la 5a temporada
  - Llista d'episodis de la 6a temporada
  - Llista d'episodis de la 7a temporada
  - Llista d'episodis de la 8a temporada

### Temporades (9–14)
- Llista d'episodis de One Piece (temporades 9-14)
  - Llista d'episodis de la 9a temporada
  - Llista d'episodis de la 10a temporada
  - Llista d'episodis de la 11a temporada
  - Llista d'episodis de la 12a temporada
  - Llista d'episodis de la 13a temporada
  - Llista d'episodis de la 14a temporada

### Temporades (15–present)
- Llista d'episodis de One Piece (temporades 15-)
  - Llista d'episodis de la 15a temporada
  - Llista d'episodis de la 16a temporada
  - Llista d'episodis de la 17a temporada
  - Llista d'episodis de la 18a temporada
  - Llista d'episodis de la 19a temporada
  - Llista d'episodis de la 20a temporada